# Wolfwil
Wolfwil är en ort och kommun i distriktet Gäu i kantonen Solothurn, Schweiz. Kommunen har 2 401 invånare (2023).